# Yanagiwara Byakuren
 (avril 2022).
La mise en forme du texte ne suit pas les recommandations de Wikipédia : il faut le « wikifier ».
Les points d'amélioration suivants sont les cas les plus fréquents. Le détail des points à revoir est peut-être précisé sur la page de discussion.
- Les titres sont pré-formatés par le logiciel. Ils ne sont ni en capitales, ni en gras.
- Le texte ne doit pas être écrit en capitales (les noms de famille non plus), ni en gras, ni en italique, ni en « petit »…
- Le gras n'est utilisé que pour surligner le titre de l'article dans l'introduction, une seule fois.
- L'italique est rarement utilisé : mots en langue étrangère, titres d'œuvres, noms de bateaux, etc.
- Les citations ne sont pas en italique mais en corps de texte normal. Elles sont entourées par des guillemets français : « et ».
- Les listes à puces sont à éviter, des paragraphes rédigés étant largement préférés. Les tableaux sont à réserver à la présentation de données structurées (résultats, etc.).
- Les appels de note de bas de page (petits chiffres en exposant, introduits par l'outil «  Source ») sont à placer entre la fin de phrase et le point final[comme ça].
- Les liens internes (vers d'autres articles de Wikipédia) sont à choisir avec parcimonie. Créez des liens vers des articles approfondissant le sujet. Les termes génériques sans rapport avec le sujet sont à éviter, ainsi que les répétitions de liens vers un même terme.
- Les liens externes sont à placer uniquement dans une section « Liens externes », à la fin de l'article. Ces liens sont à choisir avec parcimonie suivant les règles définies. Si un lien sert de source à l'article, son insertion dans le texte est à faire par les notes de bas de page.
- La présentation des références doit suivre les conventions bibliographiques. Il est recommandé d'utiliser les modèles {{Ouvrage}}, {{Chapitre}}, {{Article}}, {{Lien web}} et/ou {{Bibliographie}}. Le mode d'édition visuel peut mettre en forme automatiquement les références.
- Insérer une infobox (cadre d'informations à droite) n'est pas obligatoire pour parachever la mise en page.

Pour une aide détaillée, merci de consulter Aide:Wikification.
Si vous pensez que ces points ont été résolus, vous pouvez retirer ce bandeau et améliorer la mise en forme d'un autre article.
Yanagiwara Byakuren (柳原 白蓮, Byakuren Yanagiwara), née Miyazaki Akiko (宮崎燁子) le 15 octobre 1885 à Tokyo et morte le 22 février 1967, est une poétesse et romancière japonaise. Elle est surnommée l'une des « trois beautés de l'ère Taishō » (大正三美女),.

## Biographie
Byakuren Akiko Yanagiwara (柳原 燁子) naît à Tokyo en 1885. Elle est la deuxième fille de l'homme d'État et diplomate le comte Yanagiwara Sakimitsu (柳原前光, 1850-1894). Sa mère est l'une de ses concubines, Ryō, issue d'une famille de samouraï déchu qui était une geisha à Yanagibashi,. La famille Yanagiwara appartient à la lignée familiale Reizei du clan Fujiwara. Sakimitsu est le frère aîné de la mère de l'empereur Taishō, Yanagihara Naruko, faisant de Yanagiwara un cousin germain de l'empereur Taishō.
En 1894, elle est adoptée par un parent éloigné, le vicomte Yorimitsu Kitakōji. Elle entre à l'école des filles de Kazoku en 1898.

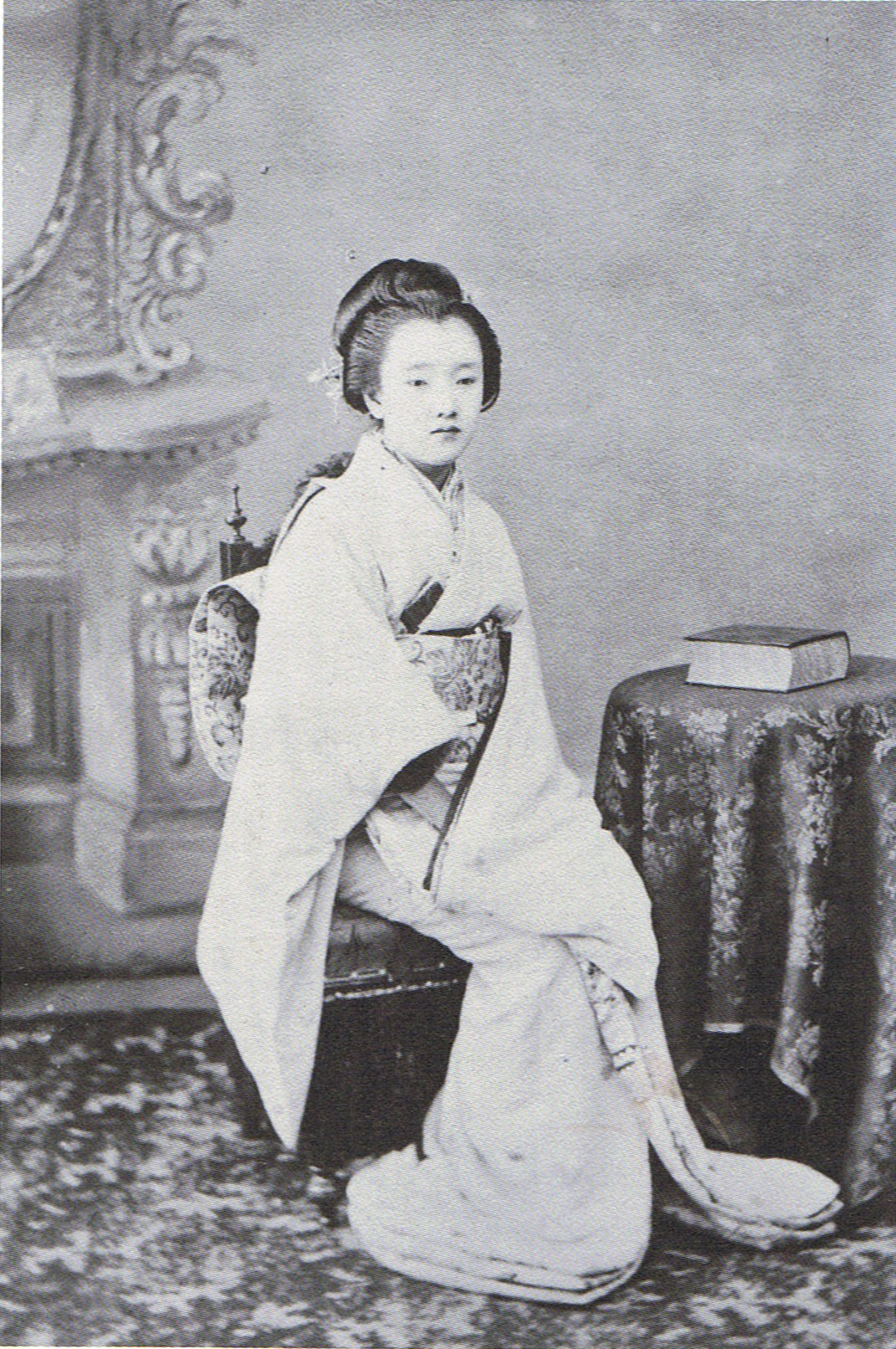
À l'âge de 16 ans.

En 1900, à 15 ans, elle est mariée au fils aîné de la famille Kitakōji, Suketake (北小路 資武, 1878–1942),. Elle doit abandonner l'école parce qu'elle tombe enceinte et donne naissance à son fils aîné, Isamitsu, mais en 1905, elle divorcé, laissant son fils à la famille Kitakōji, et retourne chez ses parents.
À l'époque, les familles Kazoku attachent de l'importance à la décence, et une fille divorcée était déshonorée et elle ne pu pas retourner dans la résidence principale de la famille Yanagiwara.
En 1908, elle est transférée à l'école de filles Tōyō Eiwa, une école missionnaire canadienne à Azabu, Tokyo, en tant que pensionnaire pour reprendre ses études, qu'elle avait abandonnées en raison de son mariage et de sa grossesse. Elle y rencontre Hanako Muraoka, une fille de huit ans sa cadette, qui devient sa confidente et qu'elle appelle « Hana-chan ». À cette époque, elle est entrée dans l'association Tanka Takekashikai organisée par Nobutsuna Sasaki.

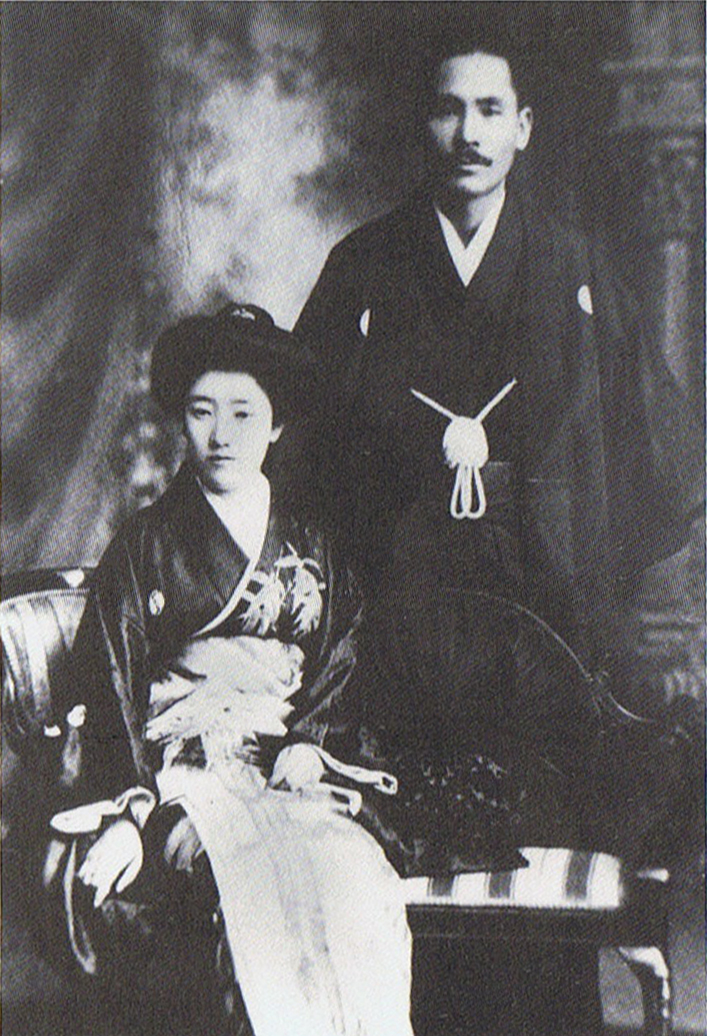
Photo de mariage de Byakuren Yanagiwara et Denemon Itō (mars 1911)

En 1910, elle rencontre Itō Den'emon (伊藤伝右衛門, 1861-1947), un magnat des mines de charbon à Kyushu,, qui a 25 ans de plus qu'elle, et l'année suivante, il l'épouse en secondes noces. Au moment du mariage, elle a déjà donné naissance bien qu'elle ait donné naissance au fils de Denemon, Kaori.[style à revoir] Leurs âges, leurs statuts et leurs éducations étaient tous très différents ; leur mariage a créé des remous public en tant que mariage politique entre la famille d'un comte et un magnat de la mine de charbon. Le mariage jugé scandaleux a été largement traité dans le journal Tokyo Nichi Nichi Shimbun. Hanako Muraoka, la confidante, est choquée par cette nouvelle et met fin à sa relation avec Yanagiwara. La même année, celle-ci est diplômée de l'école de filles Tōyō Eiwa.
Après s'être remariée, elle est surnommée la « reine de Tsukushi », mais se sent indigne de vivre. Elle écrit une lettre à Hanako exprimant ses sentiments, ce qu'Hanako accepte, et les deux reprennent leur amitié. Elle écrit un poème tanka sur sa solitude et sa souffrance, et elle continue à publier ses poèmes dans le magazine Takekashikai Kokoro no Hana,. À partir de ce moment, elle commence à utiliser son pseudonyme Byakuren.

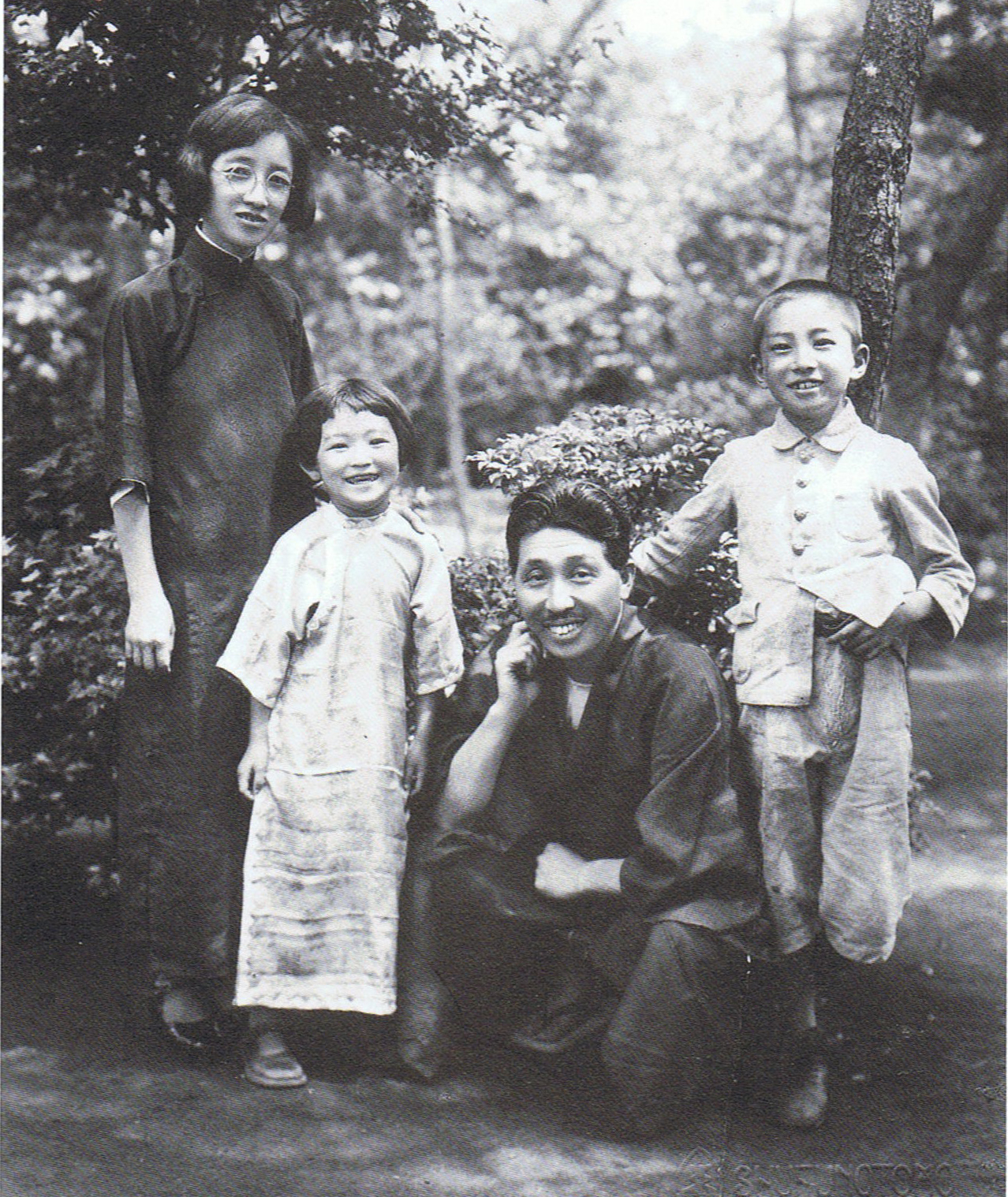
Akiko avec Miyazaki et les enfants, 1930

En 1921, elle s'enfuit avec le socialiste Miyazaki Ryūsuke (宮崎龍介, 1892–1971), fils du philosophe et activiste politique Tōten Miyazaki. Cet incident a été appelé « l'incident Byakuren ». À l'époque, l'adultère est un crime au regard du droit pénal, passible d'une peine pouvant aller jusqu'à deux ans d'emprisonnement. Elle publie sa lettre de rupture à la famille Itō dans l'Osaka Asahi Shimbun, et deux jours plus tard, une déclaration de protestation de Den'emon est publiée.
Son nouveau beau-père a beaucoup de dettes et leur vie est difficile. Lorsque Ryūsuke tombe malade de la tuberculose, Yanagiwara soutient financièrement sa nouvelle famille en écrivant. En 1925 naît sa fille , Fuki. À partir de 1935, elle dirige le magazine de poésie Kototama.
En 1945, Kaori qui est un élève officier, meurt lors d'une frappe aérienne de l'armée américaine. À la suite de ce deuil elle crée la Kokusai Hibo no Kai (Société internationale des mères tristes) et lance des activités de proclamation de la paix dans diverses régions du Japon. Pendant et après la Seconde Guerre mondiale, Yanagiwara s'est de plus en plus intéressé à l'activisme pour la paix et à la religion,.
Bien qu'elle perde la vue à cause d'un glaucome, elle passe une vie paisible à écrire des poèmes jusqu'à sa mort. Yanagiwara décède à Tokyo en 1967, à l'âge de 81 ans,.

## Œuvres

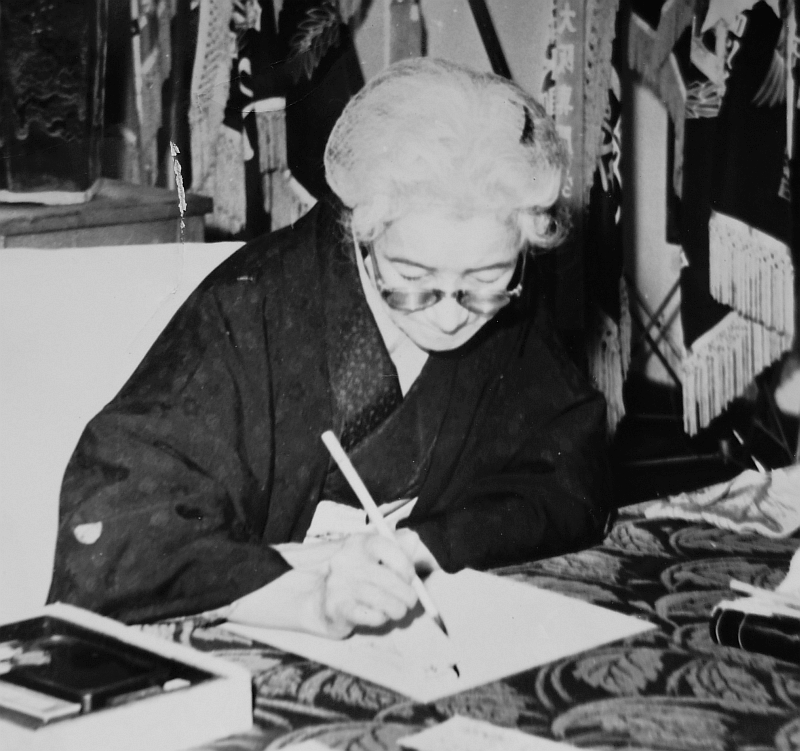

### Recueils de waka
- Fumie (踏絵?), 1915
- Maboroshi no hana (幻の華, Fleurs fantômes?), 1919
- Byakuren jisen kashū (白蓮自選歌集, Recueil sélectionné par Byakuren?), 1921
- Murasaki no ume (紫の梅, Prune violettes?), 1925
- Ruten (流転, Flux?), 1928
- Chikushi-shu (筑紫集, Recueil de Chikushi?), 1928
- Chiheisen (地平線, Horizon?), 1956

### Recueil de poésie
- Kicho no Kage (几帳のかけ?), 1919

### Romans
- Sokutenbukō (則天武后, Wu Zietan?), 1924
- Ibara pas mi (荊棘の実, Fruits d'épines?), 1928 (autobiographique)
- Ren'ai zange (恋愛懺悔, Confession d'amour?), 1928
- Seishun fu (青春譜, Jeunesse?), 1930
- Minzoku no tomoshibi (民族のともしび?), 1943

### Pièce
- Shimangedō (指鬘外道?), 1920